# سیارک ۲۵۰

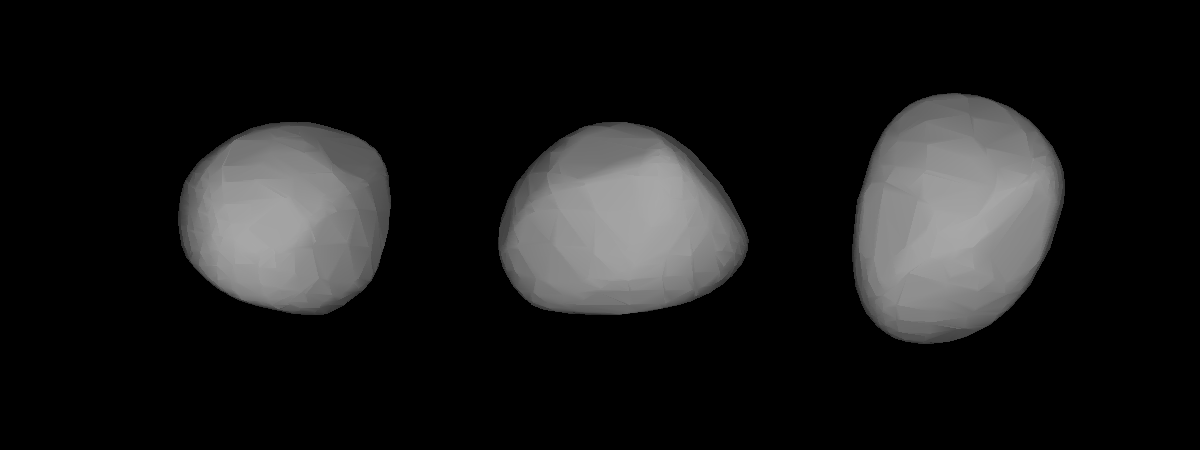
سیارک ۲۵۰

سیارک ۲۵۰ (به انگلیسی: 250 Bettina) دویست و پنجاهمین سیارک کشف شده‌است که در ۳ سپتامبر ۱۸۸۵ و در وین کشف شد.
قدر مطلق سیارک برابر ۷٫۵۸ است.